# Зорова труба

Зорова труба нівеліра з компенсатором: 1,2 — телеоб'єктив; 3 — компенсатор; 4 — сітка ниток; 5 — окуляр.

Зорова (далекоглядна) труба  — загальна назва оптичних приладів, призначених для візуального спостереження за віддаленими предметами. Зоровими трубами є: підзорні труби, телескопи, біноклі, перископи, далекоміри, приціли, геодезичні труби й інші прилади. Зазвичай складається з об'єктива, який формує зображення, окуляра, що збільшує його, і обертальної системи, яка виправляє орієнтацію побудованої картинки.

## Опис
Першою відомою зоровою трубою є труба Ґалілея (1609): вона складалася зі збиральної лінзи-об'єктива і розсіювальної лінзи-окуляра. У 1611 р. Йоган Кеплер поліпшив конструкцію Ґалілео Ґалілея, замінивши розсіювальну окулярну лінзу збиральною. Труба Кеплера була набагато зручнішою для спостережень, але будувала перевернуте догори дриґом зображення: саме тому і постала необхідність у конструюванні обертальної оптичної системи. До складу системи, що орієнтує зображення, можуть входити оптичні призми — Порро, Аббе та ін.: завдяки цьому можна скоротити фактичну довжину труби або змінити напрям лінії спостереження.
Оскільки система з однолінзових об'єктива та окуляра має оптичні аберації, зокрема хроматичні, до системи зазвичай додають ще й корекційні компоненти — ахроматичні або апохроматичні.
Кутове збільшення зорової труби розраховується за формулою: {\displaystyle \Gamma ={\frac {F}{f}}}, де {\displaystyle F} — фокусна відстань об'єктива, а {\displaystyle f}— фокусна відстань окуляра. Наприклад, якщо фокусна відстань об'єктива — 1000 мм, а фокусна відстань окуляра — 50 мм, тоді оптичне збільшення системи буде 20-кратним. Класичні зорові труби Ґалілея та Кеплера з такими характеристиками мали б довжину не менше 1 м. Щоб вкоротити довжину корпусу для зручності зберігання і транспортування, апризматичні труби виготовляють з кількох порожніх металевих трубок («колін»), що вкладаються одне в одне. А от труби з призматичними компонентами за тієї є кратності збільшення зазвичай коротші. Збільшення сучасних призматичних зорових труб перевищує середню кратність польових біноклів і міститься в діапазоні від 20 до 150.

## Історія
Зорові труби відомі з кінця 16 — початку 17 століття. У 1609 зорову трубу 32-кратного збільшення побудував і вперше застосував для астрономічних досліджень Галілео Галілей. Відмінну від галілеївського типу зорову трубу її запропонував у 1610—1611 рр. Кеплер. Вперше така зорова труба побудована близько 1630 р.

## Конструкція
Основні елементи зорової труби — об'єктив і окуляр.